# BG VOZ
 (juillet 2021).
BG:VOZ (en serbe cyrillique : БГ:ВОЗ) est un réseau de transport en commun ferroviaire situé à Belgrade, la capitale de la Serbie. Il a été inauguré en 2010, Contrairement au réseau express régional Beovoz qui est géré par les Chemins de fer de Serbie, BG:VOZ est exploité par la société de transports publics de Belgrade GSP Beograd.
La réalisation du projet BG:VOZ a coûté 1,5 milliard de dinars serbes ; au bout de deux ans d'exploitation (septembre 2012), le réseau avait transporté 13 millions de voyageurs.

## Présentation
Une première section, entre les gares de Novi Beograd et de Pančevački most, a été inaugurée le 1er septembre 2010 ; le 15 avril 2011, la ligne a été prolongée jusqu'à la gare de Batajnica. La durée du trajet entre les deux gares terminus est de 38 minutes ; aux heures de pointe, la cadence est d'un train tous les quarts d'heure ; pour le paiement, le réseau utilise le système BusPlus, le système de paiement intégré de la société GSP Beograd.
Une extension de la ligne 1 est prévue jusqu'à Krnjača, ainsi qu'une deuxième ligne reliant la gare de Belgrade Centre à celle de Resnik.

## Stations
En 2012, le réseau BG:VOZ comptait une seule ligne desservant cinq stations :
- Batajnica
- Zemun Polje
- Zemun
- Tošin bunar
- Novi Beograd
- Beograd centar
- Karađorđev park
- Vukov spomenik
- Pančevački most